# Алборанско море
36° 0′ N 3° 0′ W / 36.000° С; 3.000° З
Алборанско море је најзападнији део Средоземног мора, а налази се између Шпаније на северу и Марока односно Алжира на југу. Гибралтарски мореуз се налази на западном крају Алборанског мора и спаја Средоземно море са Атлантским океаном.

## Географија
Просечна дубина је 445 m, док највећа дубина износи 1.500 m.
Површинске струје Алборанског мора теку на исток, доносећи воду Атлантика у Средоземно море, док дубинска струјања теку на запад, носећи сланију воду Средоземног мора у Атлантик. Честа последица оваквог струјања воде је кружни ток воде у Алборанском мору. Као прелазна зона између два мора садржи мешавину врста специфичних и за Средоземље и за Атлантик. Алборанско море станиште је највеће популације кљунастих делфина у западном Средоземном мору, а уједно је станиште последње популације обалног делфина у Средоземљу. Представља најзначајнији простор у Европи на којем се хране морске корњаче Chelonia mydas.

## Острва
Алборанско море садржи неколико малих острва, укључујући Острво Алборан. Већина њих, укључујући оне ближе мароканској обали припадају Шпанији.
Комплетан списак
- Острво Алборан[3]
- Чафаринска острва
- Острва Алухемас
- Пењон де Велез де ла Гомера